# حمض رباعي فلورو البوريك
حمض رباعي فلورو البوريك هو حمض لاعضوي له الصيغة HBF4، والأنيون الناتج عنه يسمّى رباعي فلوروبورات (−BF4). عادةً ما يتوفر هذا الحمض تجارياً على شكل محاليل مائية يتراوح تركيزها بين 45 إلى 50%.

## التحضير
يحضّر حمض رباعي فلورو البوريك من تفاعل حمض البوريك مع محلول 50% من حمض الهيدروفلوريك:
{\displaystyle \mathrm {B(OH)_{3}\ +\ 4\ HF\ \longrightarrow \ HBF_{4}\ +\ 3\ H_{2}O} }
من طرق التحضير الأخرى إجراء تفاعل بين ثلاثي فلوريد البورون مع غاز فلوريد الهيدروجين.
{\displaystyle \mathrm {BF_{3}\ +\ HF\ \longrightarrow \ HBF_{4}} }

## الخصائص
إن حمض رباعي فلورو البوريك لا يكون مستقراً إلا في المحاليل. تكون المحاليل المائية لهذا الحمض عديمة اللون، ويمكن أن يصل تركيزها الأعظمي حتى 50%.
يكون للحمض بنية جزيئية رباعية السطوح، حيث تكون ذرّة البورون المركزية محاطة بأربع ذرّات من الفلور، بالتالي فإن التهجين المداري لذرة البورون يكون من النمط sp3.
تبلغ قيمة ثابت تفكك حمض رباعي فلورو البوريك −0.4، حيث أنه يتفكك في المحاليل المائية إلى أنيون
−[BF4] وكاتيون +H3O.

## الاستخدامات
يستخدم حمض رباعي فلورو البوريك من أجل تحضير المركبات العطرية المفلورة. فعلى سبيل المثال، يحدث في تفاعل بالز-شيمان، والذي هو أحد أنواع تفاعلات تفاعل ساندماير، حيث يحدث تفاعل بين الديازونيوم وحمض رباعي فلورو البوريك من أجل الحصول على فلور الأريل.
يمكن استخدام هذا الحمض كحفاز من أجل البلمرة، ومن أجل إزالة أنواع خاصة من مجموعات الحماية في الاصطناع العضوي.
تعد أيونات رباعي فلورو البورات أيونات ضعيفة التناسق، بالتالي فإن هذه الأملاح يسهل استبدالها بأيونات لها قدرة أكبر على تشكيل معقدات، ولذلك فإنها غالباً ما تستخدم من أجل تحضير أملاح أخرى. على سبيل المثال، فإن رباعي فلوروبورات النحاس الثنائي يستخدم بكثرة من أجل تحضير معقدات النحاس.

## اقرا أيضاً
- رباعي فلوروبورات النترونيوم